# 迪特·吕斯特

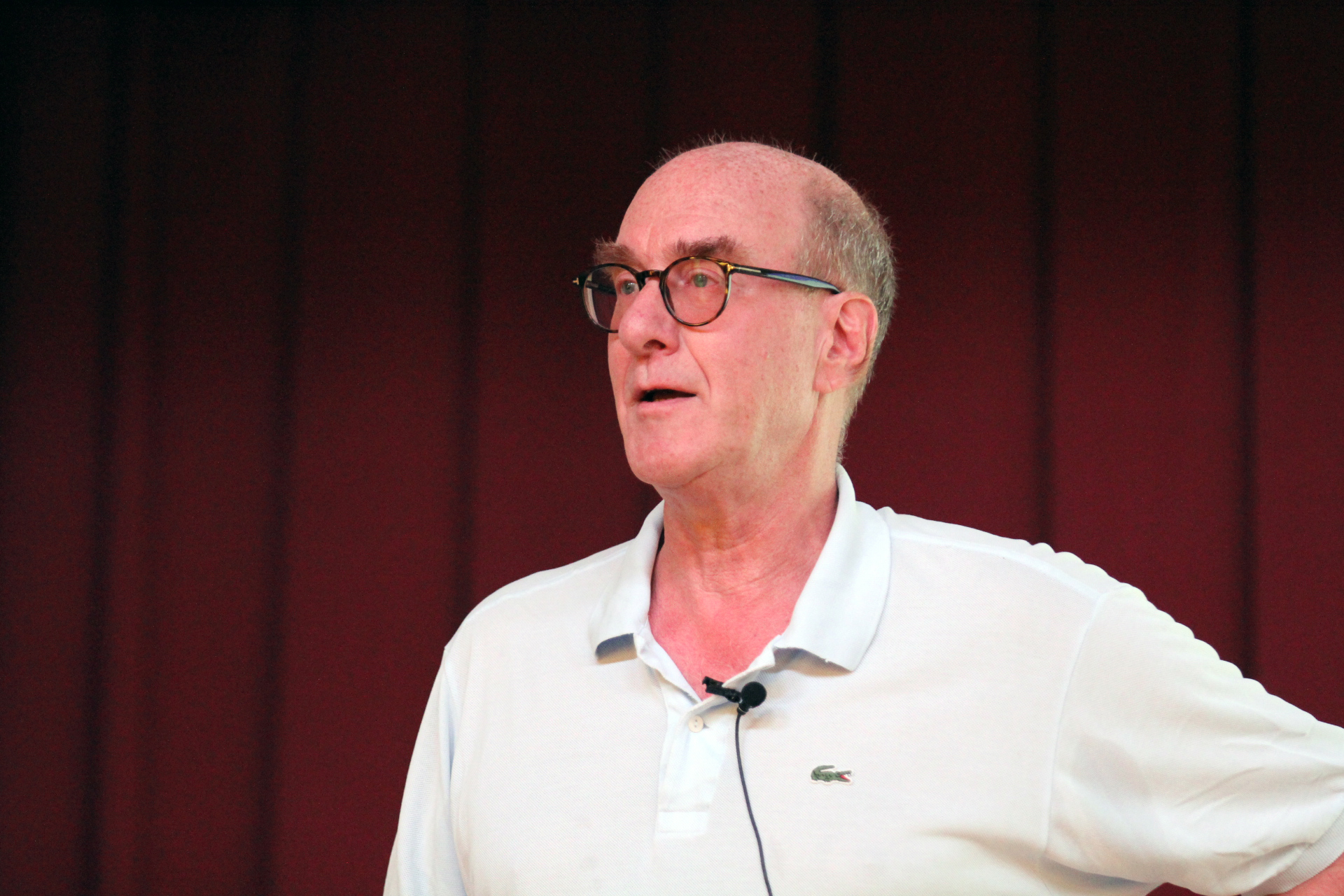

迪特·吕斯特（Dieter Lüst，1956年9月21日—）出生於芝加哥，是德国理论物理学家，2004年起任慕尼黑大学数学物理教授，马克斯·普朗克物理学研究所（慕尼黑）主任，研究方向为弦理论。2000年获得德国科学界的最高荣誉，即德国科学基金会的戈特弗里德·威廉·莱布尼茨奖。